# Gunzenbach (Hohlenbach)
Der Gunzenbach ist ein knapp zwei Kilometer langer, nördlicher und linker Zufluss des Hohlenbaches im unterfränkischen Landkreis Aschaffenburg im bayerischen Spessart auf dem Gebiet der Marktgemeinde Mömbris.

## Name
Der Name Gunzenbach geht wahrscheinlich auf den Personennamen Gundolt oder Gunzo zurück. Der Bach gab dem Ort Gunzenbach seinen Namen.

## Geographie

### Quellbäche
Der Gunzenbach bildet sich in der Gemarkung Mömbris aus zwei Quellbächen. 
Der linke davon entspringt in einer Schlucht westlich des Ortsteils Molkenberg und der andere kommt vom Süden des Ortsteils Angelsberg heruntergeflossen. 
Zwischen Angelsberg und dem Ortsteil Gunzenbach entsteht dann auf einer Höhe von 280 m ü. NHN aus der unterirdischen Vereinigung seiner beiden Quelläste der Gunzenbach.

### Verlauf

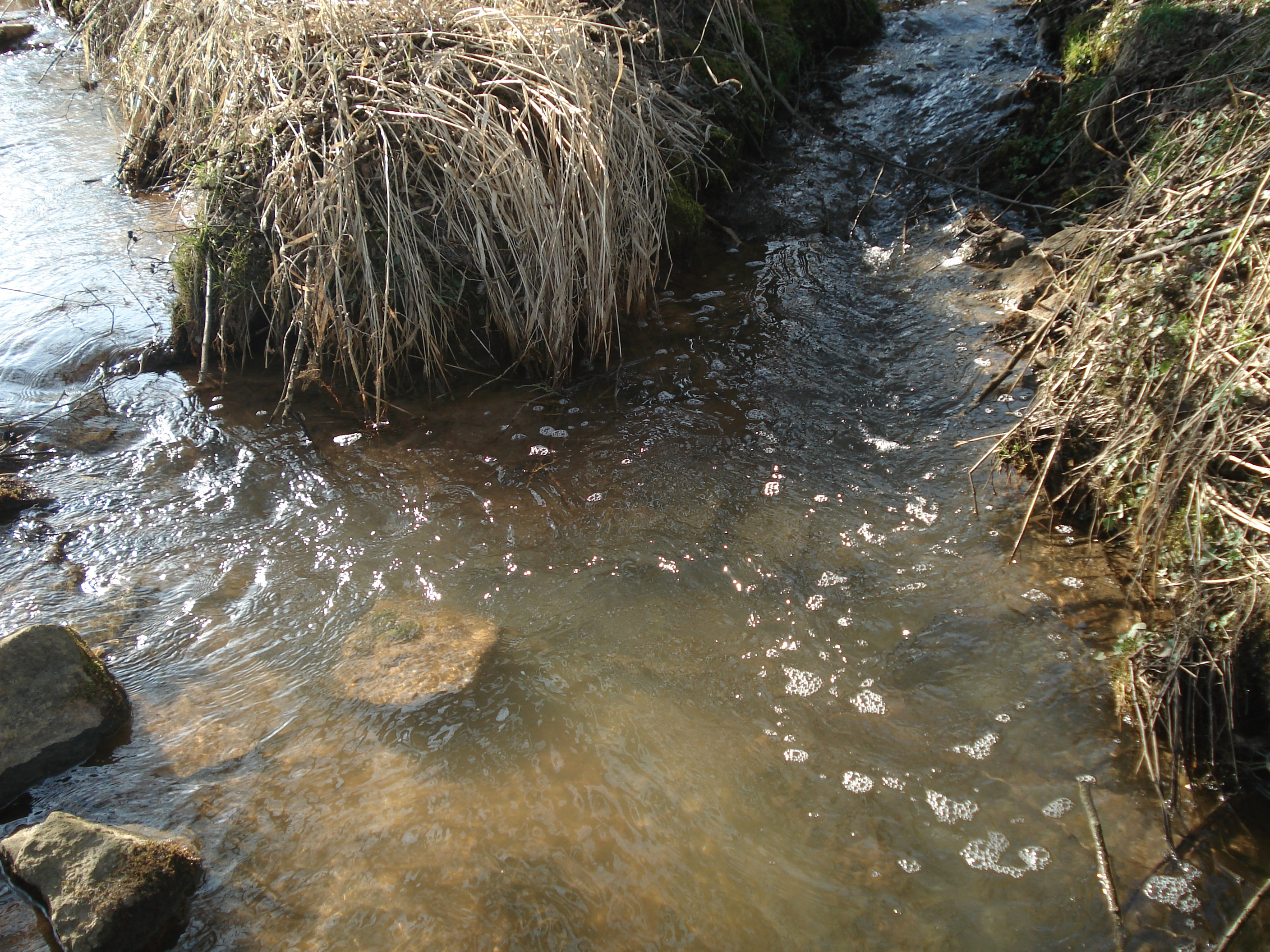
Der Gunzenbach (hinten rechts) mündet in den Hohlenbach

Der vereinigte Gunzenbach passiert nun weiterhin komplett verrohrt das nach ihm benannten Dorf in Richtung Süd-Südosten. Kurz vor dem Verlassen des Ortes taucht er wieder an der Oberfläche auf und läuft dann durch Grünland am westlichen Rand eines kleinen Waldes entlang.
Schließlich mündet er südlich der Ortschaft Gunzenbach auf 225 m ü. NHN von links und Norden in den aus dem Westen kommenden, auch Biegenbach genannten Hohlenbach.
Sein 1,7 km langer Lauf endet 55 Höhenmeter unterhalb seiner Entstehung, er hat somit ein mittleres Sohlgefälle von 32 ‰.

### Flusssystem Kahl
- Liste der Fließgewässer im Flusssystem Kahl